# Hélos
 (mai 2013).
Si vous disposez d'ouvrages ou d'articles de référence ou si vous connaissez des sites web de qualité traitant du thème abordé ici, merci de compléter l'article en donnant les références utiles à sa vérifiabilité et en les liant à la section « Notes et références ».
Hélos (en grec ancien τὸ Ἕλος / tò Hélos, « le marais ») est le nom donné à de nombreuses villes de Grèce antique, en raison de leur proximité de marécages.
Plus particulièrement, c'est le nom d'une ville de Laconie située non loin de l'embouchure du fleuve Eurotas. La ville est ancienne, et était probablement la capitale de la région littorale à l'époque archaïque : Homère la mentionne dans le Catalogue des vaisseaux en même temps qu'Amyclées, qui assumait probablement le rôle de capitale des régions intérieures[réf. nécessaire]. Elle avait été fondée par le cadet des fils de Persée, Hélos.
Lors de la conquête dorienne, Hélos est prise, et ses habitants sont réduits en esclavage. Selon Hellanicos entre autres auteurs, ils sont à l'origine des Hilotes (en grec Εἵλωτες / Heílôtes). Cependant, cette explication est peu plausible étymologiquement, le mot se rattachant plutôt à la racine ϝελ / wel, de ἁλίσκομαι / alískomai, « être capturé, être prisonnier ».
La région est dévastée par Philippe V de Macédoine pendant la Guerre des Alliés, en 218–217 av. J.-C. ; au Ier siècle, la ville n'est plus qu'une simple bourgade ; quand Pausanias la visite au siècle suivant, elle est en ruines.